# Црква Светог Германа
Црква Светог Германа (грч. Ναός του Αγίου Γερμανού) је средњовјековни храм из XI вијека. Налази се у преспанском селу Герман, на обронцима планине Баба, надомак Малог Преспанског језера у Егејској Македонији (Грчка).
Црква је највјероватније подигнута крајем X или почетком XI вијека. У цркви постоји касни грчки натпис из 1743. године на којем пише да је црква посвећена цариградском патријарху из VIII вијека – Герману I. Поред тога, постоји и мишљење да је да је састављач грчког натписа побркао два патријарха и да је црква у ствари посвећена бугарском патријарху Герману, предстојатељу бугарске цркве у вријеме цара Самуила.
У цркви је 1888. године пронађен прворазредни споменик словенске писмености – Самуилов натпис – надгробни натпис на црквенословенском језику, постављен над раком у којој су сахрањени родитељи и брат бугарског цара Самуила.

## Архитектура и фреске
Црква је крстолика, са основом уписаног крста, троапсидна, са куполом, провинцијског типа, без предапсидног простора (олтарског травеја), с нартексом (припратом). Унутрашњи простор има димензије 9 х 14 метара. Купола висине 11 метара уздиже се над цилиндричним тамбуром ослањеним на четири стуба.
Данас је могуће ући у храм кроз два улаза. Главни улаз је био на западној страни и кроз њега се ступало у припрату храма. Данас он представља везу старог и новог храма. Постојао је још један, са јужне стране, који је зазидан 1743. године, и мјесто њега је пробијен други, мањи. Прозори су уски и високи – један на централној апсиди, по један на сваком трансепту, и четири на тамбуру куполе, оријентисани на главне стране свијета.
Храм је током вијекова више пута обнављан, при чему су рађене мање преправке. Затварање првобитног улаза, промјена положаја епископског пријестола, изградња ђаконикона, промјене на спољашњим зидовима храма и промјене на поду свједоче о непрекидним радовима.
Грађевина је подигнута од наизмјеничних редова камена и опеке који се не смјењују правилно. Смењују се камен и редови опеке и дијелови попуњени циглама у вертикалним спојевима. Оквири отвора украшени су опеком и уједно имају структурну функцију. Прозори у тамбуру украшени су цигленим фризом званим „вучји зуби“. Камен и цигле у тамбуру постављени су веома прецизно и живописно. Камен је једар и грубо обрађен. Зидови се завршавају вијенцем од цигала. Ови елементи, откривени у цјелини у вријеме рестаурације храма 1998. године, заједно с планом храма и обликом куполе потвђују мишљење да је споменик грађен почетком XI вијека, у вријеме владавине цара Самуила..
Натпис на грчком из 1743. године указује да је храм осликаван два пута – први пут 1006. године, убрзо по завршетку градње храма (откривене су неке фреске у наосу и олтару), и 1743. године, када је храм потпуно осликан. У храму има и фресака с почетка XIII вијека, из доба цара Јована Асена II (приказ Светог Германа над зазиданим јужним вратима). На фрескама су натписи на грчком језику, тадашњем службеном језику Охридске архиепископије, у чију надлежност је спадала и ова епархија. Фреске из посљедњег слоја одликују се стилом из XIV и XVI вијека, но имају и одлике стила који је у овој области владао у XVII вијеку. Шта је и колико је сачувано од првог наноса није потпуно јасно, будући да је пресликан слојем из ренесансног периода.
У Леринском музеју налазе се царске двери из XVI вијека. На десном предапсидном стубу, на страни окренутој ка наосу, скоро је потпуно заклоњен данашњим дрвеним иконостасом лик Светог Климента Охридског.
Велика нова црква, прилијепљена за западни зид средњовјековног храма, подигнута је 1882. године. Дрворезбарски радови у њој дело су Гине Чуранова.

## Историја
Средњовијековна црква је изграђена крајем X или у првим годинама XI вијека, када је овдје била бугарска престоница. Највјероватније храм и село носе име бугарског патријарха Германа, предстојатеља бугарске православне цркве, упокојеног у Преспи око 1000. године.
У натпису из 1743. године, имеђу осталог пише да је храм посвећен цариградском патријарху из VIII вијека, Герману I. Тешко је повјеровати да је у вријеме дубоког непријатељства и жестоких ратова на живот и смрт између два царства у околини ондашње бугарске пријестонице један тако важан храм посвећен византијском патријарху.
Бугарски археолог и историчар умјетности, Никола Мавродинов, сматра да је ово касна контаминација и да је састављач касног грчког натписа, намјерно или не, помијешао два истоимена патријарха. Према свему утврђеном, а такође и према мишљењу археолога Мелине Паисиду потпуно је погрешно тврђење изнето у каснијем грчком натпису да је ријеч о храму из VIII века и да је осликаван свега два пута - 1006. и 1743. године, јер у цркви постоји и живопис с почетка XIII вијека.
Иза сјевероисточног поткуполног стуба налази се дрвени саркофаг прекривен црвеним баршуном у који су положене мошти (рука) светог патријарха Германа.
Истраживања упућују на то да је послије напуштања базилике Светог Ахила овај храм служио као епископална црква у Преспи.
Ископавања вршена на поду храма током 1997. године открила су скромно опремљене гробове у припрати и наосу. Највјероватније се ради о гробовима црквених лица која су служила у храму у посљедњим вијековима отоманске владавине.
За вријеме оправке храма 1888. године, у олтару старе цркве пронађен је Самуилов натпис – надгробна мермерна плоча из 993. године коју је цар Самуило поставио у вјечни спомен на своје родитеље и брата. Гроб до сада није отваран.

## Галерија
- Фреске у куполи
- Икона у цркви
- Иконе Христа и Светог Јована Крститеља на иконостасу
- Икона у цркви